# Борепер (Изер)
Борепер (фр. Beaurepaire) насеље је и општина у источној Француској у региону Рона-Алпи, у департману Изер која припада префектури Вјен.
По подацима из 2011. године у општини је живело 4.648 становника, а густина насељености је износила 251,79 становника/km². Општина се простире на површини од 18,46 km². Налази се на средњој надморској висини од 258 метара (максималној 315 m, а минималној 225 m).

## Демографија
| 1962. | 1968. | 1975. | 1982. | 1990. | 1999. | 2011. |
| ----- | ----- | ----- | ----- | ----- | ----- | ----- |
| 3.132 | 3.583 | 3.666 | 3.793 | 3.735 | 3.839 | 4.648 |

График промене броја становника у току последњих година